# Sierove, Nîjnohirskîi
Sierove (în ucraineană Сєрове) este un sat în comuna Sadove din raionul Nîjnohirskîi, Republica Autonomă Crimeea, Ucraina.

## Demografie
Componența lingvistică a localității Sierove
     Rusă (42,02%)
     Tătară crimeeană (40,34%)
     Ucraineană (13,45%)
     Greacă (4,2%)
Conform recensământului din 2001, nu exista o limbă vorbită de majoritatea populației, aceasta fiind compusă din vorbitori de rusă (42,02%), tătară crimeeană (40,34%), ucraineană (13,45%) și greacă (4,2%).